# Ololygon canastrensis
Ololygon canastrensis é uma espécie de anfíbio da família Hylidae. Endêmica do Brasil, onde pode ser encontrada apenas nos estados de Minas Gerais e São Paulo.